# Craugastor cruzi
Craugastor cruzi är en groddjursart som först beskrevs av McCranie, Savage och Wilson 1989.  Craugastor cruzi ingår i släktet Craugastor och familjen Craugastoridae. IUCN kategoriserar arten globalt som akut hotad. Inga underarter finns listade i Catalogue of Life.